# Najat Al Saghira
Najat Al Saghira (en árabe: نجاة الصغيرة‎); (El Cairo, 11 de agosto de 1938) (ortografía alternativa: Nagat El Saghira) es una cantante y actriz egipcia. Se retiró de la industria del cine en 1976 y del canto en 2002. Comenzó su carrera a los cinco años de edad y se retiró después de 59 años.
Es parte de la "edad de oro" de la música egipcia de las décadas de 1940, 1950 y 1960. Todavía inspira a otros. Por ejemplo, la cantante libanesa, residente en París, Yasmine Hamdan (nacida en 1976) mezcla diferentes dialectos y formas de la lengua árabe en su forma de cantar, inspirada por artistas entre los que se incluyen a Saghira.

## Biografía
Najat Al Saghira es la hija de un prominente calígrafo, Mohamed Hosni, un kurdo de Siria que se había asentado en El Cairo alrededor de 1912; y su primera esposa. Su padre se casó dos veces. Ella creció en un hogar que era frecuentado por artistas y calígrafos. Najat cantaba en las reuniones familiares desde los cinco años de edad. Debutó en la película, Hadiya (publicada en 1947), a la edad de ocho.
En una entrevista, a mediados de la década de 1960 para Egyptian TV con el presentador Ms Salwa Hegzi, Nagat declaró que tenía, en ese momento, ocho hermanos y hermanas. Últimamente, algunos medios de comunicación han indicado el doble de ese número; el más frecuentemente mencionado es de diecisiete hermanos y hermanas. La discrepancia entre los ocho y los diecisiete hermanos puede ser fácilmente explicado por la naturaleza de una familia extendida. Najat es una de ocho hermanos, cuatro varones: Ezz Eddin, Nabil, Farooq y Sami; y cuatro niñas: Khadiga, Samira, Najat sí misma y Afaf), del primer matrimonio de su padre; así como tres medias del segundo matrimonio con Gawhara (Kawther, Suad, Sabah). Después del divorcio de Hosni y Gawhara, él volvió a casarse, esta vez con Abdel Monem Hafez, otros seis hijos nacieron (tres hijos: Jaheer, Jaser y Jalaa; y tres niñas: Jehan, Janjah y Jeely). El gran total de 17 se compone de ocho hermanos, tres medias hermanas y seis medios hermanos. En la misma entrevista, Najat confirmó que se crio en un hogar donde la mayoría de sus hermanos y hermanas eran artistas.

## Hogar de los artistas
La casa de su padre era conocida como "el hogar de los artistas". Artistas de renombre de todo el mundo árabe visitaban regularmente la casa de su padre en Khan Al Khalili, El Cairo. Él apoyó a sus hijos en sus talentos y les animó a seguir una carrera en las artes escénicas y visuales. Muchos de sus hijos se convirtieron en artistas en sus propios términos. Su hijo, Ezz Eddin Hosni (1927 – 2013) fue un destacado compositor de música y enseñó a Najat música y canto. Otro hermano, Sami Hosni se convirtió en una violonchelista, diseñador de joyería y calígrafo. Sin embargo, su otro hermano, Farooq, fue pintor y su hija, Samira, también se convirtió en actriz. La actriz egipcia Suad Hosni (1943-2001) era su media hermana. Suad murió en Londres en medio de polémicas circunstancias. A su funeral asistieron unas 10.000 personas. Suad Hosni participó en más de 80 películas, la última de las cuales fue lanzada en 1991. Suad estuvo casada en cinco ocasiones, pero no tuvo hijos.

## Matrimonios
Najat tuvo dos matrimonios. Su primer matrimonio fue a una edad joven, en 1955, cuando tenía 16 años (o 17) años de edad con Kamal Mansi, un amigo de su hermano. Ella se divorció en torno a 1960 y se volvió a casar en 1967. Najat también se divorció de su segundo marido, el director de cine Houssam El-Din Mustafa (1926-2000), poco después y ha permanecido sola desde entonces. Informes de los medios sugieren que tomó la decisión de dedicarse a criar a su único hijo, Waleed, de su primer matrimonio, y a su trabajo.

## Desarrollo vocal y estilo
En los primeros 10 años de su carrera como cantante Najat imitaba a otros cantantes. El renombrado periodista egipcio Fikry Abatha (1896-1979) exigió que el Estado debería apoyar a la joven promesa Najat. Según su familia, ese período "entrenó" su voz. Sin embargo, en 1949, el compositor de música Mohammed Abdul Wahab (1902 a 1991), de hecho archivó una queja oficial en la comisaría de Policía en contra del padre de Najat. Afirmó que dicha formación obstaculizaba el proceso natural de desarrollo de su voz, y que debía ser dejada sola para desarrollarse libremente.
Najat dejó de imitar a otros cantantes cuando lanzó su primera canción en 1955 a la edad de 16 años. En la mencionada entrevista de la década de 1960, indicó que su primera canción fue “Why did you allow me to love you?”. A partir de entonces lanzó varias otras canciones para emisoras de radio. Cada canción tenía una duración de 7 a 8 minutos. Ella comenzó a entregar canciones de "larga duración". Cada una de estas canciones contaba una historia y cada una, normalmente duraba alrededor de 20 a 40 minutos en grabaciones de estudio. Sus clásicos estilos poéticos combinaban la simplicidad y elegancia en la exploración de temas del amor y el feminismo. Ella ha cantado, al menos cuatro poemas de Nizar Qabbani, todos los cuales fueron compuestos por Abdul Wahab.
Estos canciones de larga duración fueron un gran éxito. Su riguroso entrenamiento, extensos ensayos en los estudios de grabación e incansable actuación en el escenario son legendarias. En total, pudo haber grabado más de 200 canciones; algunas de ellas aún están disponibles en sitios web
Ella construyó su éxito en los años posteriores, a pesar de la dificultad de encontrar nuevos poemas y las correspondientes composiciones musicales. Para combatir esta situación, se vio obligada a confiar en sus propias habilidades en la actuación. En 1976, a la edad de 37 años, interpretó varias canciones de su última película “Dried Tears”. Una de estas canciones fue "Mata?" derivado del poema escrito por Nizar Qabbani con música de Abdul Wahab. La duración de esta canción en la película era de menos de diez minutos. En los años que siguieron, Najat la cantó varias veces en el escenario; la última vez fue en 2002. 

## Reconocimiento y legado
Sus actuaciones están en la esencia de su legado. Kamal Al Taweel (1922-2003), uno de sus distinguidos colaboradores, indicó en una entrevista que a juicio de los compositores de música Najat Al Saghira fue la mejor del mundo árabe. Esta indicación corresponde con la posición de sus fanes que le dan el lugar como la n.º 1 en el mundo árabe, por delante de Umm Kulzum (1898-1975), que es ampliamente considerada por muchos como la más grande cantante árabe en la historia.
Mohammed Abdul Wahab, el más importante compositor árabe del siglo XX, sentía que sus obras estaban más seguras con Najat. Él la describió como "dueña del silencio fuerte"!
Nizar Qabbani (1923-1998) diplomático sirio y uno de los más admirados poetas contemporáneos del mundo árabe, dijo en una entrevista que esperaba atraer a unos 15 mil lectores cuando publica un libro de poesía, pero cuando Najat canta uno de sus poemas eso atrae a millones de personas en el mundo de habla árabe. También dijo: "... yo creo que ella (Najat) es la mejor entre los que cantaron y expresaron mis poemas".
En la década de 1960-1970 sus canciones, incluyendo aquellas en las películas y actuaciones en el escenario formaron el núcleo de su legado. Sus populares actuaciones en el escenario se mantuvieron intactas hasta su retiro en 2002.
En 2006, fue galardonada con el Premio Cultural Owais en reconocimiento a su carrera artística en el mundo de la canción.
En 2024, Najat Al Saghira sorprende al mundo árabe al reaparecer en un escenario, luego de más de 20 años de ausencia, durante la entrega de premios "Joy Awards 2024" otorgados por la "Autoridad General de Entretenimiento", perteneciente al Reino de Arabia Saudita. Recibe el premio a la trayectoria.

## Películas
Najat participó en 13 películas, y posteriormente, se retiró de la industria del cine en 1976 a la edad de 37 años. Casi todos sus filmes contenían canciones interpretadas por ella.
Las mejores de estas películas son aquellas donde tiene el papel protagonista como en:
- 1958 Stranger
- 1962 Black Candles
- 1966 Beach of Fun
- 1969 Seven Days in Heaven
- 1971 My Dear Daughter
- 1976 Dried Tears

## Música
Varios de los compositores de música árabe del siglo XX trabajaron con Najat tales como:
- Mohammed Abdul Wahab (1902–1991) - “Do not lie”, "In the hour when I see you beside me" y “Mata?”
- Kamal Al Taweel (1922–2003) - “Live with me”
- Baligh Hamdi (1932–1993)[33] - “I am waiting for you”.
- Sayed Mekawy (1927–1997) - “It makes a big difference”.
- Mohammad El Mougi (1923–1995)[34] - “Eyes of the heart”.
- Mahmood Al Sherif (1912-1990) - "Thirsty" de Morsi Jameel Aziz[35]
- Ezz Eddin Hosni (1927 – 2013) (su hermano) - "On your wing my bird I will tie my message" escrito por Mohammad Al Bahteeti[36]
- Compositores de otras canciones: Riyad Al Sunbati (1906–1981), Hilmy Bakr (nacido en 1937) y Zakariyya Ahmad (1896–1961).

## Competencia
Najat surgió cuando el campo artístico del momento ya contaba con formidables competidores. Estos incluyen;
- Warda Al Jazairia (1939-2012),
- Shadia (1931-2017),
- Sabah (1927-2014),
- Fayza Ahmed (1934-1983),
- Fairuz (nacida en 1934).

Desde el inicio de la década de los sesenta, Najat rápidamente se convirtió en su propia categoría separada de las demás.

## Premios
Najat, fue honrada y recibió premios muchas veces, entre ellas:
- En la década de 1960, el presidente Gamal Abdul Nasser (1918-1970) le otorgó una Medalla de alta clasificación.
- Ella tenía, y todavía tiene muchos fanes en Túnez. Presidentes de Túnez , Habib Bourguiba (1903-2000) y más tarde Zine El Abidine Ben Ali (1936 - 2019) le otorgaron premios.
- En 1985, el Rey Hussein de Jordania (1935-1999) le dio el Primer Título Medalla de la Independencia.
- En 2006, unos cuatro años después de su retiro,  ganó el premio a "Los que dieron felicidad a la gente" en Dubái. Se le entregó una Medalla de Oro y US $100.000.
- En 2024, recibe el premio "Joy Awards 2024" a la trayectoria.[31]

## Recientemente
Najat Al Saghira no se ha visto en la pantalla o en público desde el año 2006.
En 2010, un reportero confirmó que todavía vive en El Cairo, pero viaja a Londres en el verano por tratamiento médico.
En 2014, a la edad de 74 años, hizo una llamada de teléfono a una estación de televisión árabe. Estaba hablando desde Alemania, donde estaba recibiendo tratamiento médico.
En enero de 2015, Najat rechazó sustanciales ofertas monetarias de canales de televisión por su participación en una serie propuesta sobre Suad Hosni.
En la primavera del 2015, medios de comunicación social indicaron que Najat estaba recibiendo fisioterapia y que existían algunas preocupaciones acerca de su salud.
En la noche del sábado 20 de enero de 2024, Najat reaparece sorpresivamente a sus 85 años en el escenario de los premios "Joy Awards" entregados en la capital Saudí de Riad. En este evento, recibe el premio a la trayectoria y entona "Oyoun el Alb", "Los ojos del corazón", uno de sus clásicos temas musicales en donde se puede apreciar que utiliza el recurso de la fonomímica debido a su avanzada edad y su aparente dificultad para movilizarse sobre el escenario.